# Circuito Brasileiro de Voleibol de Praia Feminino Sub-21 de 2014
O Circuito Brasileiro de Voleibol de Praia Sub-21 de 2014, também chamado de Circuito Banco do Brasil de Vôlei de Praia Sub-21, foi a décima segunda edição da principal competição nacional de Vôlei de Praia na categoria Sub-21 na variante feminina, iniciado em 9 de maio de 2014.

## Resultados

### Circuito Sub-21
| Evento                                                           | Ouro                         | Prata                             | Bronze                           | Quarto lugar                      |
| 1ª Etapa Palmas, Tocantins 9 a 12 de maio de 2014.               | Duda Lisboa Tainá Bigi       | Jéssica Lene "Índia" Emily Maria  | Larissa Nunes Alana Michelly     | Fiama Magrini Victória Tosta      |
| 2ª Etapa Maringá, Paraná 30 de maio a 1 de junho de 2014.        | Fiama Magrini Victória Tosta | Larissa Nunes Alana Michelly      | Jéssica Lene "Índia" Emily Maria | Carol Costa Cíntia Lima           |
| 3ª Etapa Salvador, Bahia 7 a 10 de agosto de 2014.               | Fiama Magrini Victória Tosta | Mariana Chaia Ana Carolina Santos | Hegê Almeida Ariany de Barros    | Juliana Soares Clícia Viviane     |
| 4ª Etapa Maceió, Alagoas 4 a 7 de setembro de 2014.              | Duda Lisboa Tainá Bigi       | Fiama Magrini Victória Tosta      | Larissa Nunes Alana Michelly     | Mariana Chaia Ana Carolina Santos |
| 5ª Etapa Fortaleza, Ceará 30 de outubro a 2 de novembro de 2014. | Duda Lisboa Tainá Bigi       | Mariana Chaia Ana Carolina Santos | Larissa Nunes Alana Michelly     | Ana Patrícia Ramos Anna Clara     |